# Dorothy Liddell
Dorothy Mary Liddell, conocida como Dorothy Liddell, (Benwell, 1890- Basingstoke, 1938) fue una arqueóloga británica pionera. Conocida como la maestra y mentora de Mary Leakey, antropóloga y arqueóloga miembro del equipo que descubrió fósiles clave en el estudio de la cadena evolutiva del ser humano y de Mary Eily de Putron.
Lidell participó en importantes investigaciones aunque no pudo acceder a una educación formal en arqueología.

## Biografías
Dorothy Mary Liddell fue hija de Emily Catherine Berry y su esposo John Liddell en Benwell, Inglaterra en 1890. Fue una de los seis hijos nacidos de la pareja. Su padre fue un próspero director de North British and Mercantile Insurance Company y juez de paz, primero para Northumberland y luego para Basingstoke. La familia se mudó varias veces, en 1898 vivía en Prudhoe Hall. En 1904 la familia se mudó a Sydmonton Cork cerca de Newbury y luego en 1908 a Sherfield Manor, Basingstoke. Era un familia  filantrópica e interesada en su comunidad dondequiera que viviera. Estaban muy unidos. 
A Liddell a veces la llamaba Tabitha como el personaje que había creado para entretener a los soldados convalecientes que se quedaron en Sherfield Manor cuando se usó como hospital durante la Primera Guerra Mundial. Liddell era enfermera en el hospital y después de la muerte de su hermano Aidan, beneficiario de la Cruz Victoria, y el cierre del hospital, se unió a la cruz roja en La Panne y trabajó allí hasta el final de la guerra. Se le otorgó un MBE por su servicio.

## Trayectoria profesional
Liddell  fue educada dentro de la típica educación de la época, impartida por institutrices y tutores. Pudo tocar bien el violín y fue presentada en la corte como debutante. Aunque era una destacada arqueóloga, no había podido obtener una educación formal en arqueología. A pesar de lo cual se convirtió en una figura importante de la arqueología británica.

### Excavaciones en Windmill Hill[5]
Trabajó para las excavaciones entre 1925 y 1929 en Windmill Hill, Avebury, considerado el emplazamiento de una sociedad agraria alrededor del año 3 500 a. C. Fue la primera en reconocer el uso de huesos de aves como punzones e instrumentos para grabar y decorar cerámica neolítica. Este descubrimiento de Liddell era una señal de la presencia de una cultura prehistórica en la zona y de su habilidad e inteligencia. Este sitio tuvo una influencia significativa en la percepción de la vida neolítica. Es Patrimonio de la UNESCO. 
Liddell descubrió a la joven Leakey y trabajó con ella inicialmente durante tres veranos además de mentorizarla durante cuatro años más.

### Yacimiento de Hembury[6]
Mary Leakey y Liddel trabajaron juntas en el sitio de Hembury en Devon de 1939 a 1935. Este asentamiento de la Edad de Hierro fue muy importante. Allí Liddell descubrió una entrada enmarcada que conducía a un recinto que había sido destruido por el fuego además descubrió más cerámica que coincidía con otros lugares, como Fort Harrouard, en Francia, y otros sitios de la Edad del Hierro. Su trabajo todavía se cita en otros artículos sobre estos lugares. 
Liddell murió prematuramente y fue enterrada con sus padres y su hermano cerca de la Iglesia del Espíritu Santo en Basingstoke, Hampshire, Inglaterra, Reino Unido.

## Publicaciones
- Notes on two excavations in Hampshire, 1931
- Report on the excavations at Hembury Fort, Devon 1930-1935, 1935

## Premios y reconocimientos
- Recibió una MBE (Medalla del Imperio Británico) por sus servicios., trabajó como enfermera en el hospital local  y cuando se cerró trabajó con la Cruz Roja hasta el final de la guerra.[3]
- Sus descubrimientos ayudaron a conocer mejor el pasado prehistórico de Inglaterra y su trabajo tuvo un gran impacto en la historia de la arqueología.[4]
- Fuente de inspiración para otras mujeres que la sucedieron como modelo relevante en el campo de la arqueología.[4]
- En la inauguración del Museo Alexander Keiller en Avebury poco después de la muerte de Liddell,  Alexander Keiller pronunció un discurso donde agradeció y habló del Museo como tributo a su trabajo.[19]